# I'll Do Anything It Takes
I'll Do Anything It Takes es un álbum de estudio de la cantante estadounidense Jean Shepard. Fue publicado en julio de 1974 por el sello discográfico United Artists Records.

## Antecedentes, grabación y contenido
Una de las primeras mujeres en la música country en alcanzar el éxito comercial, Jean Shepard tuvo un éxito continuo durante 20 años entre los años 1950 y 1970. A principios de los años 1970, se trasladó de Capitol Records a United Artists Records. La producción y las líneas argumentales que se encuentran dentro de su música cambiaron del honky tonk a temas de devoción. Esto permitió que el éxito comercial de Shepard continuara en los años 1970, cuando el country se estaba moviendo hacia tendencias inspiradas en el pop. Estos temas fueron temas de canciones como «I'll Do Anything It Takes (To Stay with You)» de 1974, que inspiró su álbum del mismo nombre. Las sesiones de grabación de I'll Do Anything It Takes tuvieron lugar entre 1973 y 1974. El álbum fue producido por Larry Butler. I'll Do Anything It Takes contenía 11 temas. Al igual que la canción que da nombre al álbum, «At the Time» también tenía temas centrados en la devoción. También se incluyeron versiones de canciones como «Silver Threads and Golden Needles» y «He Thinks I Still Care».

## Lanzamiento
I'll Do Anything It Takes fue publicado en julio de 1974 a través de United Artists Records y se convirtió en su vigésimo primer álbum de estudio.  publicó como un LP de vinilo, con seis pistas en el “lado uno” y cinco pistas en el “lado dos” del disco. I'll Do Anything It Takes se posicionó en la lista Hot Country LPs de la revista Billboard después de su lanzamiento, alcanzando la posición número 21 a fines de 1974. Fue uno de sus últimos álbumes en aparecer en la lista Hot Country LPs durante su carrera.

## Recepción de la crítica
Un escritor no especificado de Record World describió el álbum como “una experiencia auditiva magnífica”, y añadió: “Cada uno de los once cortes tiene su propio atractivo especial, ya que Jean los hace suyos con una combinación de inmediatez y refinamiento”.

## Lista de canciones
| Lado uno |                                     |                                 |          |  |
| N.º      | Título                              | Escritor(es)                    | Duración |  |
| 1.       | «At the Time»                       | Bill Anderson                   | 2:30     |  |
| 2.       | «I Love»                            | Tom T. Hall                     | 2:24     |  |
| 3.       | «Let Me Be There»                   | John Rostill                    | 2:35     |  |
| 4.       | «What I Had with You»               | Curly Putman Sonny Throckmorton | 2:23     |  |
| 5.       | «Silver Threads and Golden Needles» | Dick Reynolds Jack Rhodes       | 2:11     |  |
| 6.       | «I Just Had You on My Mind»         | Sue Richards                    | 2:55     |  |

| Lado dos |                                                |                                     |          |  |
| N.º      | Título                                         | Escritor(es)                        | Duración |  |
| 1.       | «I'll Do Anything It Takes (To Stay with You)» | Larry Butler Jan Crutchfield Putman | 2:40     |  |
| 2.       | «Would You Lay with Me (In a Field of Stone)»  | David Allan Coe                     | 2:37     |  |
| 3.       | «I'm Not That Good at Goodbye»                 | Don Williams Bob McDill             | 3:12     |  |
| 4.       | «He Thinks I Still Care»                       | Dickey Lee                          | 3:08     |  |
| 5.       | «Love Came Pouring Down»                       | Butler Putman                       | 2:28     |  |

## Créditos y personal
Créditos adaptados desde las notas de álbum de I'll Do Anything It Takes.
Músicos
- Jean Shepard – voz principal
- Pete Drake – steel guitar
- Bob Moore – bajo eléctrico
- Chuck Cochran – piano
- Jimmy Capps – guitarra rítmica
- Tommy Allsup – guitarra bajo
- Jim Colvard – guitarra líder
- Jim Isbell – batería
- Chip Young – guitarra
- Stuart Bascore – steel guitar
- Harold Bradley – guitarra bajo
- Billy Sanford – guitarra líder
- Henry Strzelecki – instrumento de viento metal
- The Jordanaires – coros
- Carol Montgomery – coros

Personal técnico
- Larry Butler – producción
- Harold Lee – ingeniero de audio

## Posicionamiento
| Gráfica (1974)                   | Pico de posición |
| -------------------------------- | ---------------- |
| Estados Unidos (Hot Country LPs) | 21               |